# Joseph-Abraham-Auguste-Pierre-Edouard Magnan
Joseph-Abraham-Auguste-Pierre-Edouard Magnan, francoski general, * 1896, † 1976.